# 北平和站

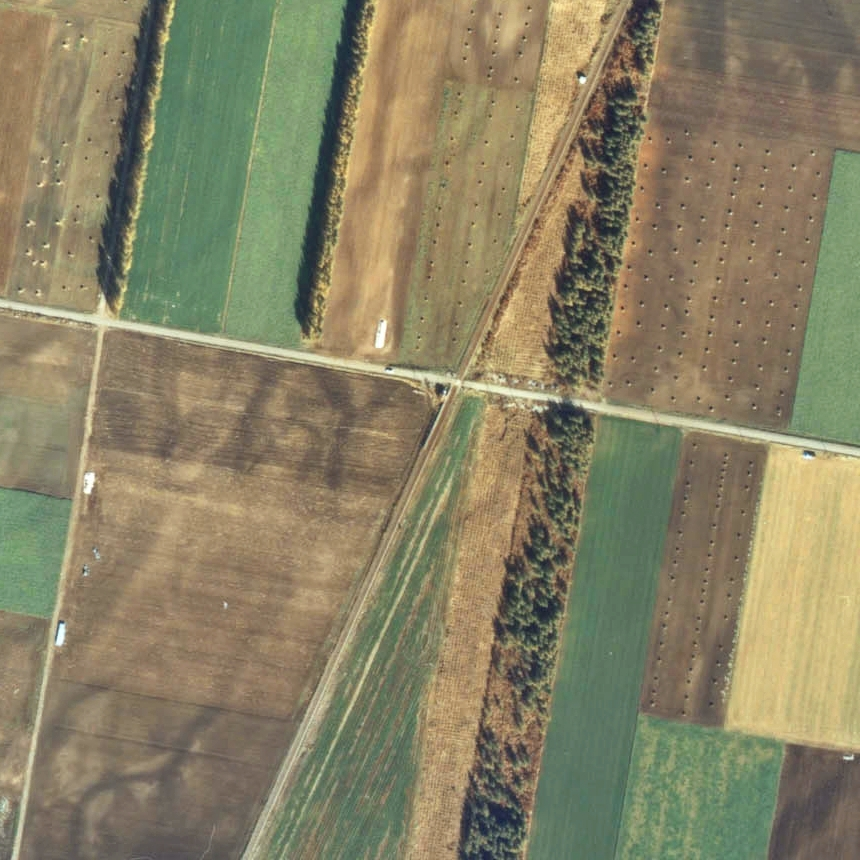
1977年的北平和站與方圓約500米範圍。上方是糠平方向。靠近糠平一方設有三十三號道的平交道和候車室。車站位於田園地帶內，周邊看不到民居。

北平和站（日语：／ Kita-Heiwa eki */?）是位於北海道河東郡士幌町字士幌，日本國有鐵道（國鐵）的士幌線車站（廢站）。隨著士幌線全線廢線，車站在1987年（昭和62年）3月23日廢除。

## 歷史
- 1957年（昭和32年）12月25日 - 車站啟用。當時為旅客車站[1]。
- 1987年（昭和62年）3月23日 - 士幌線全線廢除，此站也廢除[2]。

### 站名的由來
車站位於「平和」村落的北方，因而得名。

## 車站構造
截至車站廢除前，此站是地面車站，設有1面1線的單式月台。月台位於站內西邊（糠平方向的列車會開啟左邊車門）。此站是無人車站。

## 車站周邊與現況
車站遺址變成農田。
- 國道241號（日语：国道241号）
- 十勝巴士（日语：十勝バス）、北海道拓殖巴士（日语：北海道拓殖バス）「士幌33號」巴士站

## 相鄰車站
日本國有鐵道
士幌線
士幌－北平和－上士幌

## 注腳
1. 1 2   第1版. 札幌市: 日本国有鉄道北海道総局. 1973-03-25: 137. ASIN B000J9RBUY （日语）.
2. ↑  停車場変遷大事典 国鉄・JR編 Ⅱ JTB 1998年10月發行